# Shin Ji Sang
Shin Ji Sang (en coreano: hangul:신지상, RR: Sin Jisang, MR: Shin Ji Sang AFI: [sin.ji.san]) es un dibujante y guionista de manhwa de Corea del Sur cuyo nombre real es Shin Su Mi.

## Carrera
Colabora desde sus inicios con el guionista Ji-oh (Geo, nombre artístico de Min Jung-Hwa), con el que comparte piso. Su primera publicación conjunta es en 1999, con la serie 2x8 Song (10 volúmenes) un shōjo de enredos sobre un aspirante a cantante y sus intentos por ocultar su secreto en el instituto.
Posteriormente llegaría Sandwich, su primer shonen-ai, que se prolongó hasta mediados del 2002. Una creciente legión de lectores les permitió continuar con Chocolat, la historia de una fan que intenta llegar al corazón de su amado cantante usando cualquier medio. La historia cuajó y se tradujo y publicó en EE. UU. y Alemania, mientras la pareja compaginaba Rolling{{|, un shonen-ai en 6 tomos sobre la vida de cinco atractivos jóvenes que viven juntos en un colegio mayor con estrictas normas de horarios, con Sad Love Story una historia cerrada y escrita paralelamente al culebrón televisivo del mismo nombre que marcó un antes y un después en la hallyu, la expansión de la cultura coreana en Asia. 
Posteriormente trabajaron en Triangle y Very, Very Daisuki, la historia de un chico japonés de origen coreano al que su abuelo manda de regreso a Corea para que conozca sus orígenes. 
En solitario, Shin Jisang ha publicado una recopilación de cuentos cortos en dos volúmenes.

## Obras[2]
- 1999: 2x8 Song, con Geo
- 2000: Sandwich, (샌드위) con Geo
- 2002: Chocolat (쇼콜라) , con Geo
- 2002: Rolling, (롤링) con Geo
- 2003: Sad Love Story  (슬픈 연가) , con Geo
- 2003: Selección de Historias cortas (자기만 아는 거인의 뜰)
- 2004: Triangle (트라이앵글), con Geo
- 2005: Very Very Daisuki (Very! Very! 다이스키) , con Geo